# École d'état-major (Tunisie)
Pour les articles homonymes, voir EEM.
L'École d'état-major (EEM) est un établissement tunisien de l'enseignement militaire supérieur. Créée en 1977, elle est d'abord installée au palais Hayder, qu’elle cède en 1996 à l’École supérieure de guerre pour occuper le bâtiment Kheireddine-Pacha nouvellement construit pour elle.
La mission de l'école d'état-major consiste essentiellement à :
- former les officiers en vue de leur permettre d'accomplir des missions au sein des forces armées ;
- préparer les officiers à assumer des fonctions au sein d'un régiment ou d'un état-major, voire des fonctions équivalentes ;
- organiser, dans le cadre de ses domaines de compétence, des cycles de formation selon les conditions fixées par arrêté du ministre de la Défense ;
- réaliser des études et des recherches qui lui sont confiées par arrêté du ministre de la Défense[1].